# Большой Петручей
Большой Петручей — ручей в России, протекает по территории Сосновецкого сельского и Беломорского городского поселений Беломорского района Республики Карелии. Длина ручья — 13 км.

## Физико-географическая характеристика
Ручей берёт начало из болота без названия и далее течёт преимущественно в юго-восточном направлении по частично заболоченной местности.
Ручей в общей сложности имеет четыре малых притока суммарной длиной 5,0 км.
Устье ручья находится в 0,6 км по левому берегу рукава Сороки (рукав Нижнего Выга) на территории города Беломорска.
В нижнем течении Большой Петручей пересекает линию железной дороги Санкт-Петербург — Мурманск.
Код объекта в государственном водном реестре — 02020001312102000005034.